# Ритмичка гимнастика на Летњим олимпијским играма 2008 — вишебој екипно
Вишебој екипно у ритмичкој гимнастици је била је једна од две дисциплине у том спорту на Олимпијским играма 2008. у Пекингу. 
Такмичење је одржано од 21. до 24. августа у Спортској хали Универзитета за технологоју у Пекингу. 
Квалификовало се на основу пласмана на Светском првенству 2007. одржаном у Патрасу од 19 до 21. септембра 2007. За такмичење се пласирало првих 10 екипа по пласману у првенству и 2 по позиву ФИГа, а то су били Бразил и Грчка.

## Сатница
| Август      | 6 | 7 | 8 | 9 | 10 | 11 | 12 | 13 | 14 | 15 | 16 | 17 | 18 | 19 | 20 | 21 | 22 | 23 | 24 |
| ----------- | - | - | - | - | -- | -- | -- | -- | -- | -- | -- | -- | -- | -- | -- | -- | -- | -- | -- |
| Појединачно |   |   |   |   |    |    |    |    |    |    |    |    |    |    |    | КВ | КВ |    | Ф  |

|  | Дани квалификација |  | Финале |

## Победнице
| Злато: | Сребро:                                                                              | Бронза: |
| Русија · Маргарита Алијчук · Ана Гавриленко · Татјана Горбунова · Јелена Посевина · Дарија Ширухина · Наталија Зујева | Кина · Cai Tongtong · Chou Tao · Lü Yuanyang · Sui Jianshuang · Sun Dan · Zhang Shuo | Белорусија · Олесја Бабушкина · Анастасија Иванкова · Ксенија Санкович · Зинаида Лунина · Глафира Мартинович · Алина Тумиловић |

## Квалификације
За финале се квалификовало првих 8
| Пласман | Такмичарка | 5 вијача    | 5 вијача | 3 обруча, 2 чуња | 3 обруча, 2 чуња | Укупно | Белешка |
| Пласман | Такмичарка | Резултат    | Пенали   | Резултат         | Пенали           | Укупно | Белешка |
| ------- | --- | ----------- | -------- | ---------------- | ---------------- | ------ | ------- |
| 1       | Белорусија · Олесја Бабушкина · Анастасија Иванкова · Ксенија Санкович · Зинаида Лунина · Глафира Мартинович · Алина Тумиловић | 17,525 (1)  | -        | 17,425 (2)       | -                | 34,950 | КВ      |
| 2       | Русија · Маргарита Алијчук · Ана Гавриленко · Татјана Горбунова · Јелена Посевина · Дарија Ширухина · Наталија Зујева          | 17,000 (4)  | 0,20     | 17,700 (1)       | -                | 34,700 | КВ      |
| 3       | Кина · Cai Tongtong · Chou Tao · Lu Yuanyang · Sui Jianshuang · Sun Dan · Zhang Shuo                                           | 17,300 (2)  | -        | 17,225 (4)       | -                | 34,525 | КВ      |
| 4       | Италија · Elisa Blanchi · Fabrizia D'Ottavio · Marinella Falca · Daniela Masseroni · Elisa Santoni · Anzhelika Savrayuk        | 17,150 (3)  | -        | 17,375 (3)       | -                | 34,525 | КВ      |
| 5       | Бугарска · Цвета Кусева · Yolita Manolova · Zornitsa Marinova · Маја Пауновска · Ioanna Tantcheva · Татјана Тонгова            | 16,825 (5)  | -        | 16,875 (5)       | -                | 33,700 | КВ      |
| 6       | Украјина · Krystyna Cherepenina · Olena Dmytrash · Алина Максименко · Vira Perederiy · Yuliya Slobodyan · Вита Зубченко        | 15,800 (6)  | -        | 15,825 (8)       | -                | 31,625 | КВ      |
| 7       | Израел · Ilena Dvornichenko · Katerina Pisetsky · Марија Савенков · Rahel Vigdozchik · Вероника Витемберг                      | 15,300 (11) | -        | 16,225 (6)       | -                | 31,525 | КВ      |
| 8       | Азербејџан · Ана Битијева · Дина Горина · Vafa Huseynova · Анастасија Прасолова · Алина Трепина · Valeriya Yegay               | 15,575 (8)  | -        | 15,875 (7)       | -                | 31,450 | КВ      |
| 9       | Грчка · Nikoleta Tsagari · Ioanna Samara · Olga Afroditi Pilaki · Vasiliki Maniou · Paraskevi Plexida · Dimitra Kafalidou      | 15,400 (10) | -        | 15,600 (9)       | -                | 31,000 | Рез.    |
| 10      | Јапан · Chihana Hara · Saori Inagaki · Yuka Endo · Kotono Tanaka · Nachi Misawa · Honami Tsuboi                                | 15,425 (9)  | -        | 15,425 (10)      | 0,20             | 30,850 | Рез.    |
| 11      | Шпанија · Вероника Руиз · Isabel Pagan · Барбара Гонзалез · Лара Гонзалез · Елизабет Салом · Ана Марија Пелаз                  | 15,725 (7)  | -        | 14,375 (11)      | 0,40             | 30,100 |         |
| 12      | Бразил · Marcela Menezes · Daniela Leite · Tayanne Mantovaneli · Luisa Matsuo · Nicole Muller · Luana Faro                     | 14,900 (12) | -        | 14,225 (12)      | -                | 29,125 |         |

## Финале
| Пласман | Такмичарка | 5 вијача   | 5 вијача | 3 обруча, 2 чуња | 3 обруча, 2 чуња | Укупно |
| Пласман | Такмичарка | Резултат   | Пенали   | Резултат         | Пенали           | Укупно |
| ------- | --- | ---------- | -------- | ---------------- | ---------------- | ------ |
|         | Русија · Маргарита Алијчук · Ана Гавриленко · Татјана Горбунова · Јелена Посевина · Дарија Ширухина · Наталија Зујева          | 17,750 (1) | -        | 17,800 (1)       | -                | 35,550 |
|         | Кина · Cai Tongtong · Chou Tao · Lu Yuanyang · Sui Jianshuang · Sun Dan · Zhang Shuo                                           | 17,575 (3) | -        | 17,650 (2)       | -                | 35,225 |
|         | Белорусија · Олесја Бабушкина · Анастасија Иванкова · Ксенија Санкович · Зинаида Лунина · Глафира Мартинович · Алина Тумиловић | 17,625 (2) | -        | 17,275 (4)       | 0,20             | 34,900 |
| 4       | Италија · Elisa Blanchi · Fabrizia D'Ottavio · Marinella Falca · Daniela Masseroni · Elisa Santoni · Anzhelika Savrayuk        | 17,000 (4) | -        | 17,425 (3)       | -                | 34,425 |
| 5       | Бугарска · Цвета Кусева · Yolita Manolova · Zornitsa Marinova · Маја Пауновска · Ioanna Tantcheva · Татјана Тонгова            | 16,750 (5) | 0,20     | 16,800 (5)       | 0,20             | 33,550 |
| 6       | Израел · Ilena Dvornichenko · Katerina Pisetsky · Марија Савенков · Rahel Vigdozchik · Вероника Витемберг                      | 16,050 (7) | 0,05     | 16,050 (6)       | -                | 32,100 |
| 7       | Азербејџан · Ана Битијева · Дина Горина · Vafa Huseynova · Анастасија Прасолова · Алина Трепина · Valeriya Yegay               | 16,075 (6) | -        | 15,500 (7)       | 0,05             | 31,575 |
| 8       | Украјина · Krystyna Cherepenina · Olena Dmytrash · Алина Максименко · Vira Perederiy · Yuliya Slobodyan · Вита Зубченко        | 15.975 (8) | -        | 15,125 (8)       | 0,40             | 31,100 |